# بخش ریج (شهرستان ون ورت، اوهایو)
بخش ریج (به انگلیسی: Ridge Township) یک منطقهٔ مسکونی در ایالات متحده آمریکا است که در شهرستان وان ورت، اوهایو واقع شده‌است.
 بخش ریج ۹۴٫۲ کیلومتر مربع مساحت و ۳٬۱۱۴ نفر جمعیت دارد و ۲۴۰ متر بالاتر از سطح دریا واقع شده‌است.